# جوزيف روبنز كيني
جوزيف روبنز كيني هو سياسي كندي، ولد في 15 أبريل 1839 في Annapolis Royal ‏ في كندا، وتوفي في 7 نوفمبر 1919 في لوس أنجلوس في الولايات المتحدة. نشط حزبياً في الحزب الليبرالي الكندي. وقد انتخب عضو مجلس العموم الكندي.